# Campylomormyrus tshokwe
Campylomormyrus tshokwe är en fiskart som först beskrevs av Poll, 1967.  Campylomormyrus tshokwe ingår i släktet Campylomormyrus och familjen Mormyridae. IUCN kategoriserar arten globalt som livskraftig. Inga underarter finns listade.